# المجلس الكندي لمكافحة التبغ
المجلس الكندي لمكافحة التبغ (بالإنجليزية: Canadian Council for Tobacco Control)‏ هو مؤسسة خيرية كندية مسجلة. كانت موجودة سابقًا باسم المجلس الكندي للتدخين والصحة. تأسست في عام 1974 من قبل العديد من المنظمات غير الحكومية «المعنية بوباء التبغ»، بما في ذلك الجمعية الكندية للسرطان، ومؤسسة القلب والسكتة الدماغية في كندا، والجمعية الكندية للرئة. وهي التي تقوم بتنسيق أسبوع كندا الوطني لعدم التدخين.